# كريستوفر هيريك
كريستوفر هيريك (بالإنجليزية: Christopher Herrick)‏ هو عازف هاربسكورد وموسيقي بريطاني، ولد في 23 مايو 1942 في Bletchley ‏ في المملكة المتحدة.

## وصلات خارجية
- كريستوفر هيريك على موقع ميوزك برينز (الإنجليزية)
- كريستوفر هيريك على موقع أول ميوزيك (الإنجليزية)
- كريستوفر هيريك على موقع ديسكوغز (الإنجليزية)